# Calan
Calan (bret. Kalann) to miejscowość i gmina we Francji, w regionie Bretania, w departamencie Morbihan.
Według danych na rok 1990 gminę zamieszkiwało 636 osób, a gęstość zaludnienia wynosiła 52 osoby/km² (wśród 1269 gmin Bretanii Calan plasuje się na 756. miejscu pod względem liczby ludności, natomiast pod względem powierzchni na miejscu 754.).